# Biathlon-Weltmeisterschaften 2017

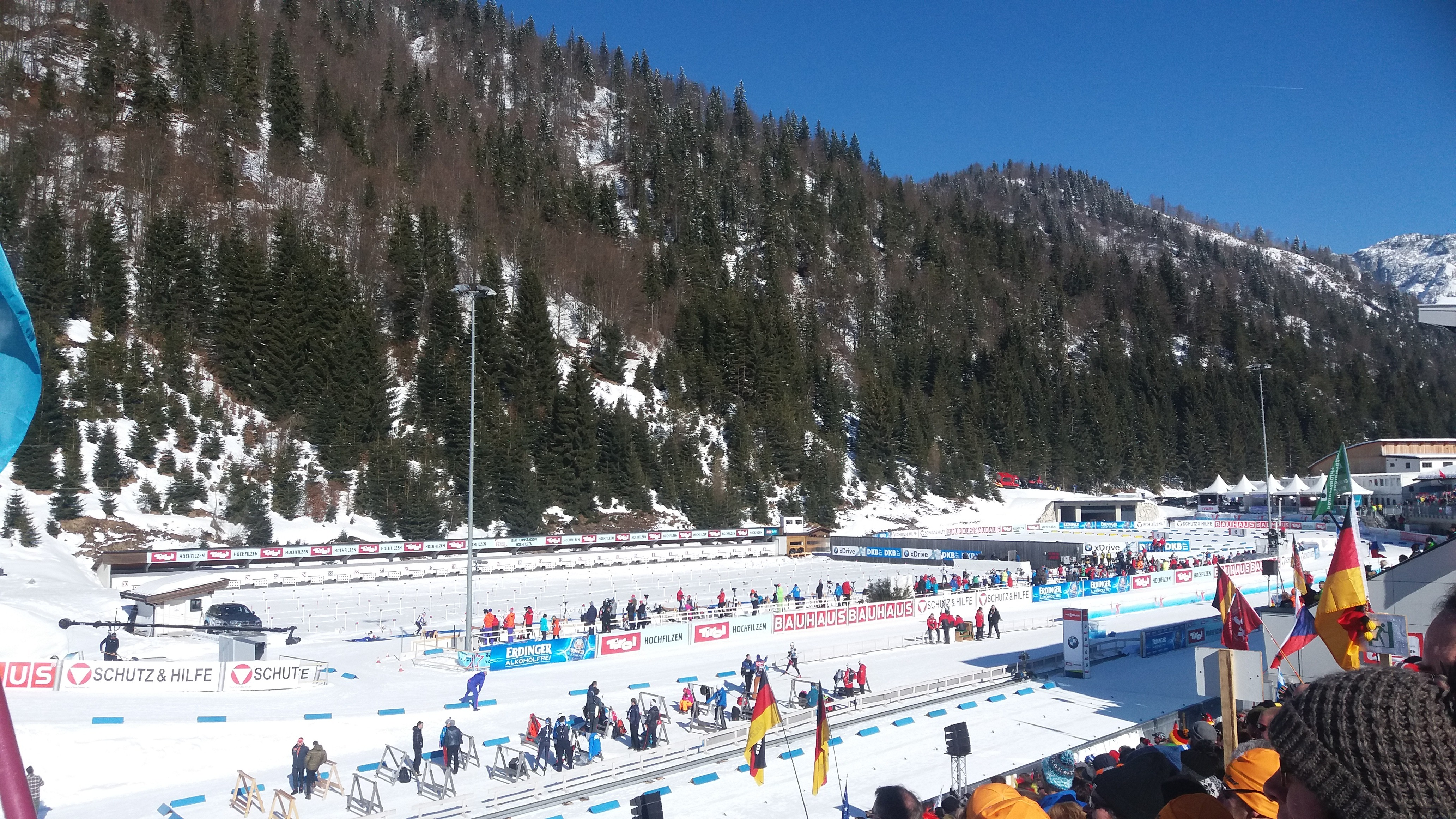
Das Stadion während der Weltmeisterschaften

Die 49. Biathlon-Weltmeisterschaften fanden vom 8. bis 19. Februar 2017 im österreichischen Hochfilzen statt.
Im Folgejahr 2018 standen turnusmäßig anstelle der Weltmeisterschaften wieder Olympische Winterspiele auf dem Programm. Da dort alle WM-Wettbewerbe angeboten wurden, gab es keine Teil-WM.

## Wahl des Ausrichters
Gegen den Mitbewerber Östersund (Schweden) sicherte sich Hochfilzen im Sommer 2012 den Zuschlag für die Austragung der Weltmeisterschaften. Nach 1978 und 2005 wurden die Titelkämpfe zum dritten Mal in der Gemeinde im Bezirk Kitzbühel ausgetragen.

## Wettbewerbe
Die Wettkämpfe wurden wieder im Rahmen des Weltcups ausgetragen, die Ergebnisse der Meisterschaften flossen damit auch in die Weltcupwertungen mit ein. Wie bei den Weltmeisterschaften der letzten Jahre wurden mit Sprint, Verfolgung, Einzelwettkampf, Massenstart und Staffel je fünf Disziplinen für Frauen und Männer ausgetragen. Als elfter Wettbewerb kam die Mixed-Staffel hinzu.
Die im Weltcup ausgetragene Single-Mixed-Staffel dagegen fand noch keinen Eingang in das WM-Programm und wurde erst ab 2019 bei Weltmeisterschaften angeboten.

## Veranstaltungsort
Die Wettbewerbe fanden im Langlauf- und Biathlonzentrum Hochfilzen statt, das sich im Gebiet der österreichischen Gemeinde Hochfilzen befindet. Hochfilzen liegt im Pillerseetal im Bundesland Tirol, direkt an der Grenze zum Bundesland Salzburg, ungefähr auf halber Strecke zwischen den Landeshauptstädten Innsbruck und Salzburg.
In Hochfilzen werden in der Regel jährlich Rennen im Rahmen des Biathlon-Weltcups ausgetragen, zudem war Hochfilzen Ausrichter der Biathlon-Weltmeisterschaften 1978 und 2005.
Für die Titelkämpfe 2017 wurden insgesamt 20 Millionen Euro in die Infrastruktur des Stadions investiert. Hauptprojekt war der Zu- und Umbau des Zentralgebäudes. In diesem Zuge wurde ein neues Team- und Servicegebäude errichtet, das 30 Wachs- und Servicekabinen mit modernem Abluftsystem sowie 30 Umkleidekabinen beherbergt. Es wurde eine neue Indoorschießanlage mit einem Laufband errichtet, die während der Wettkämpfe auf 570 m² Platz als Medienzentrum mit Blick auf den Schießstand bietet. Aus dem Servicebereich haben die Teams eine direkte, kurze Wegverbindung zum Hauptgebäude. Die Skirollerbahn wurde um über einen Kilometer verlängert und es wurden zusätzliche Zufahrts- und Notfallwege errichtet.
Eröffnungsfeier und Medaillenvergaben fanden am Kulturhaus in Hochfilzen statt, die Medaillenvergaben am letzten Wettkampftag und die Schlussveranstaltung wurden direkt im Stadion abgehalten.

## Regeländerung
Zu den Weltmeisterschaften kam erstmals eine Regeländerung der „IBU Veranstaltungs- und Wettkampfregeln“ zum Tragen, die auf Initiative des DSV eingeführt wurde. Bei Weltmeisterschaften haben die Weltmeister bzw. die olympischen Goldmedaillengewinner des Vorjahres in Einzel-, Sprint- und Massenstartwettkampf persönliches Startrecht. Deshalb hat der Nationalverband dieses Athleten für den Titelverteidiger einen zusätzlichen Startplatz zur Verfügung, der über die übliche Quote hinausgeht. Da sich aber Athleten für die Teilnahme am Verfolgungsrennen immer erst über den Sprint qualifizieren müssen, erhalten seit diesen Weltmeisterschaften gem. IBU Veranstaltungs- und Wettkampfregeln, 12.6.1.1.1 die Titelverteidiger im Verfolgungswettkampf ein persönliches Startrecht im Sprint. Deshalb durfte Deutschland nicht nur vier Athleten für den Sprint melden, sondern zusätzlich Laura Dahlmeier, die 2016 in Oslo Verfolgungsweltmeisterin geworden war. Dahlmeier wurde hier in Hochfilzen Zweite im Sprint und gewann auch in diesem Jahr das Verfolgungsrennen. Bei den Männern konnte Martin Fourcade von dieser Regelung nicht profitieren, weil er als amtierender Sprintweltmeister ohnehin persönliches Startrecht im Sprintrennen hatte.

## Sportliche Erfolge
Bei den Biathlon-Weltmeisterschaften in Hochfilzen herrschte meist gutes Wetter. Mitte Februar wurden Temperaturen bis zu 11 °C im Schatten gemessen. Dies machte einigen Athleten, die ihre Wettkämpfe im Winter in der Regel um oder sogar deutlich unter dem Gefrierpunkt bestreiten, zu schaffen. Der Norweger Emil Hegle Svendsen erlitt nach dem Sprintrennen einen Kollaps, musste ärztlich versorgt werden und wurde vorsichtshalber zur Kontrolle ins Krankenhaus gebracht. Im Einzelwettkampf starteten mehrere Athleten kurzärmelig, der Österreicher Daniel Mesotitsch gar in kurzer Hose. Auch Laura Dahlmeier erlitt nach dem Gewinn der Goldmedaille im Einzelwettkampf und ebenso nach ihrem siegreichen Staffelrennen einen Schwächeanfall und wurde vom Teamarzt betreut. Zwei Tage später stand sie beim Massenstart der Damen wieder am Start und gewann erneut eine Goldmedaille.
Überraschender Sieger im Einzelwettkampf wurde der 35 Jahre alte Lowell Bailey, der als erster US-Amerikaner Gold bei Biathlon-Weltmeisterschaften gewann. Für Bailey, der seine Karriere schon zum Ende der vergangenen Saison hatte beenden wollen, war es auch der erste Sieg im Biathlon-Weltcup. Seine Mannschaftskameradin Susan Dunklee errang im Massenstart die Silbermedaille, dies war die erste Medaille überhaupt für eine Biathletin aus den Vereinigten Staaten. Die Deutschen Benedikt Doll und Simon Schempp gewannen mit Gold im Sprint bzw. im Massenstart jeweils ihre erste Einzelmedaille bei Weltmeisterschaften.
Erfolgreichste Teilnehmerin war die Deutsche Laura Dahlmeier, die als erste Sportlerin fünf Goldmedaillen bei Weltmeisterschaften gewann. Im Sprint gewann sie zudem Silber, sodass es für sie in allen Wettbewerben, in denen Frauen startberechtigt waren, Medaillen gab. Erfolgreichste Nation war Deutschland mit sieben Goldmedaillen und einer Silbermedaille vor Frankreich (1 × Gold, 2 × Silber, 4 × Bronze) und Tschechien (1 × Gold, 2 × Silber, 1 × Bronze).

## Besucher
Während der Wettkämpfe waren insgesamt 143.700 Besucher im Stadion. Zuschauerrekord war der Wettkampftag der Herrenstaffeln am 18. Februar mit 22.300 Zuschauern, gefolgt von den Massenstarts am 19. Februar mit 22.100 Zuschauern und den Verfolgungswettkämpfen am 12. Februar mit 19.600 Zuschauern.

## Berichterstattung
Die Bilder für die Fernsehübertragungen wurden vom ORF zur Verfügung gestellt. Dieser war mit 170 Mitarbeitern und 49 Kameras vor Ort, die Wettkämpfe wurden in fast 60 Länder der Welt übertragen. Der ORF selbst hatte – wie bei den Weltcups auch – die ehemaligen Biathleten Günther Beck und Christoph Sumann abwechselnd als Experten bzw. als Co-Kommentator vor Ort. Die Rennen wurden in Österreich live unter anderem von ORF eins und Eurosport übertragen.
Die Berichterstattung für das deutsche Fernsehen teilten sich ARD und ZDF. Als Experten und Co-Kommentatoren waren die ehemaligen Biathleten Sven Fischer, Herbert Fritzenwenger und Kati Wilhelm vor Ort.
Für Eurosport kommentierten Sigi Heinrich und Michael Greis die Rennen.

## Doping

### Dopingverdacht gegen das kasachische Team
Am 8. Februar 2017 wurde eine Hausdurchsuchung in den Unterkünften der kasachischen Biathlonmannschaft durch das Bundeskriminalamt durchgeführt. Vorausgegangen war ein im Januar – nach dem Weltcup in Antholz – an einer Tankstelle in Osttirol entsorgter Karton, der eine beträchtliche Menge an Einwegspritzen, medizinischem Material, Aufzeichnungen sowie Akkreditierungen und Unterlagen der IBU enthielt. Nach einer Begutachtung durch Spezialisten der Nationalen Anti-Doping Agentur Austria wurde davon ausgegangen, dass der Inhalt des Kartons der kasachischen Mannschaft zuzuordnen sei. Die Staatsanwaltschaft Innsbruck ordnete daraufhin eine Hausdurchsuchung an, die das Landeskriminalamt Tirol mit 30 Beamten durchführte und „eine erhebliche Menge an medizinischen Produkten und Medikamenten sowie Mobiltelefone“ sicherstellte. Zudem wurden von der österreichischen Anti-Doping-Agentur in Abstimmung mit der IBU Blut- und Urintests durchgeführt. Es wurden Untersuchungen angestellt, ob gegen Anti-Doping-Gesetze verstoßen wurde und ob Sportbetrug vorliegt.

### Provisorische Suspendierung Jekaterina Glasyrina
Am 10. Februar 2017 teilte die IBU mit, dass die russische Athletin Jekaterina Glasyrina provisorisch gesperrt wurde. Auf der Grundlage des zweiten McLaren-Reports wurde eine Arbeitsgruppe ins Leben gerufen, die weitere Daten zu den im Bericht genannten Athleten sammeln sollte. Diese Gruppe kam zu dem Schluss, dass eine Suspendierung ausgesprochen werden sollte, da mehrere Proben der Athletin verbotene Substanzen enthalten haben könnten und da nicht ausgeschlossen werden konnte, dass die von der russischen Anti-Doping-Agentur genommenen Proben ebenfalls manipuliert wurden. Der Vorstand der IBU folgte dieser Empfehlung und suspendierte Glasyrina. Diese hätte an diesem Tag im Sprint an den Start gehen sollen. Eine große Rolle bei dieser Entscheidung spielte auch die beispiellose Vertuschungspraxis des russischen Veranstalters bei den Olympischen Winterspielen 2014 im russischen Sotschi. Der Startplatz von Glasyrina wurde an ihre Mannschaftskollegin Irina Uslugina vergeben.

### Razzia im Hauptquartier der IBU
Das Bundeskriminalamt durchsuchte am 10. April 2018 die Geschäftsräume der IBU in Salzburg. Die Razzia, die in Koordination mit der norwegischen Polizei sowie mit Interpol durchgeführt wurde, stand laut Auskunft der Welt-Anti-Doping-Agentur im Zusammenhang mit Doping. Ermittelt wurde insbesondere gegen den Präsidenten Anders Besseberg sowie die Generalsekretärin Nicole Resch.
Im Fokus der Ermittler stand auch die WM 2017. In der Saison 2016/17 sollen im Welt- und IBU-Cup 17 von 22 russische Athleten gedopt gewesen sein.

### Ermittlungen gegen russische Athleten und Betreuer
Während des Weltcups in Hochfilzen der Saison 2018/19 wurde der russische Verband durch die österreichische Staatsanwaltschaft über ein Ermittlungsverfahren gegen fünf russische Betreuer und fünf Athleten informiert. Die Vorwürfe betrafen die Weltmeisterschaften in Hochfilzen und richteten sich „gegen fünf Betreuer des russischen Biathlon Teams wegen der Anwendung verbotener Substanzen bzw. Methoden zum Zweck des Dopings und fünf Sportler dieses Teams wegen schweren Betruges im Zusammenhang mit Doping“. Die Staatsanwaltschaft veröffentlichte mit Hinweis auf ein laufendes Verfahren weder Details noch die Namen der betroffenen Personen. Pressevertreter nannten Anton Shipulin, Alexander Loginow, Jewgeni Garanitschew, Alexei Wolkow und Irina Starych als betroffene Personen.

## Zwischenfälle bei Siegerehrungen

### Verweigerung des Handschlags
Die Russen Anton Schipulin und Alexander Loginow verweigerten dem Franzosen Martin Fourcade bei der Flower Ceremony zur Mixedstaffel den Handschlag, woraufhin dieser „zunächst höhnisch applaudierte und dann direkt die Szenerie verließ.“ Loginow hingegen sagte gegenüber der russischen Nachrichtenagentur TASS, Fourcade habe ihm nicht die Hand schütteln wollen, woraufhin auch Schipulin kehrt machte und dem Franzosen nicht zum zweiten Platz gratulierte. Vorausgegangen war die Kritik Fourcades am russischen Biathlonverband, der Loginow für die Weltmeisterschaften nominiert hatte, kurz nachdem dessen zweijährige Wettkampfsperre wegen Blutdopings mittels EPO abgelaufen war. Daraufhin forderte der russische Verband von der IBU Sanktionen gegen Fourcade. Im Vorfeld der Weltmeisterschaften hatte Fourcade zudem angedroht, ein Podium mit Loginow zu boykottieren. Beim letzten Wechsel der Mixed-Staffel war dann Fourcade „in der Wechselzone einen Schlenker gelaufen und [hatte] dabei Loginows Ski gequert, der daraufhin stürzte“. Obwohl sich dadurch für den auslaufenden Loginow kein Nachteil ergab, versuchte Schipulin das Verhalten seiner Mannschaft mit den Worten „Wir haben heute Situationen gesehen, in denen es viel Negativität der Franzosen gegen uns gegeben hat“ zu erklären und merkte an, dass „das gesamte Verhalten […] nicht besonders nett“ war. Fourcade wies die Schuld von sich, TV-Experten wie die ehemaligen Biathleten Sven Fischer und Herbert Fritzenwenger sehen beim Franzosen kein Fehlverhalten, ebenso wie Erik Lesser, der meint: „Man kann ihm das nicht vorwerfen, weil alles im erlaubten Bereich war. Er hätte es aber durchaus souveräner lösen können“. Auch der russische Herrentrainer Ricco Groß sieht darin „eine normale Rennsituation und keine Absicht“. Er fordert, „jetzt die Ruhe [zu] bewahren, Gespräche [zu] führen und das Ganze diplomatisch an[zu]gehen“.

### Falsche russische Hymne
Bei der Siegerehrung zum Staffelrennen der Herren wurde für die siegende russische Mannschaft anstatt der russischen Nationalhymne fälschlicherweise das Patriotische Lied gespielt, das von 1990 bis 2000 russische Nationalhymne war und dann von Wladimir Putin durch die heutige Hymne ersetzt wurde. Der russische Fernsehmoderator Dimitri Guberniew entriss daher dem Zeremoniensprecher das Mikrofon, stimmte die richtige Hymne an und reichte das Mikrofon an die russische Mannschaft weiter, die die Hymne daraufhin zu Ende sang. Im Anschluss daran entschuldigte sich der Veranstalter und spielte die richtige Hymne nochmal über die Lautsprecher.

## Zeitplan
| Datum                   | Männer    | Männer                                  | Frauen                                  | Frauen                                  |
| ----------------------- | --------- | --------------------------------------- | --------------------------------------- | --------------------------------------- |
| Mi, 8. Februar          | 19:30 Uhr | Eröffnungsfeier                         | Eröffnungsfeier                         | Eröffnungsfeier                         |
| Do, 9. Februar          | 14:45 Uhr | Mixed-Staffel (2 × 6 km und 2 × 7,5 km) | Mixed-Staffel (2 × 6 km und 2 × 7,5 km) | Mixed-Staffel (2 × 6 km und 2 × 7,5 km) |
| Fr, 10. Februar         |           |                                         | 14:45 Uhr                               | Sprint (7,5 km)                         |
| Sa, 11. Februar         | 14:45 Uhr | Sprint (10 km)                          |                                         |                                         |
| So, 12. Februar         | 15:00 Uhr | Verfolgung (12,5 km)                    | 10:30 Uhr                               | Verfolgung (10 km)                      |
| Mi, 15. Februar         |           |                                         | 14:30 Uhr                               | Einzel (15 km)                          |
| Do, 16. Februar         | 14:30 Uhr | Einzel (20 km)                          |                                         |                                         |
| Fr, 17. Februar         |           |                                         | 14:45 Uhr                               | Staffel (4 × 6 km)                      |
| Sa, 18. Februar         | 14:45 Uhr | Staffel (4 × 7,5 km)                    |                                         |                                         |
| So, 19. Februar         | 14:45 Uhr | Massenstart (15 km)                     | 11:30 Uhr                               | Massenstart (12,5 km)                   |
| Alle Zeitangaben in MEZ |           |                                         |                                         |                                         |

## Wettkämpfe

### Männer

#### Sprint 10 km
| Platz | Sportler             | Zeit/Rückstand | Schießfehler |
| ----- | -------------------- | -------------- | ------------ |
| 01    | Benedikt Doll        | 023:27,4 min   | 0 (0+0)      |
| 02    | Johannes Thingnes Bø | 0+0,7 s        | 0 (0+0)      |
| 03    | Martin Fourcade      | +23,1 s        | 2 (1+1)      |
| 04    | Lowell Bailey        | +29,5 s        | 0 (0+0)      |
| 05    | Ondřej Moravec       | +30,7 s        | 1 (0+1)      |
| 06    | Krassimir Anew       | +33,5 s        | 0 (0+0)      |
| 07    | Julian Eberhard      | +35,3 s        | 2 (1+1)      |
| 08    | Ole Einar Bjørndalen | +38,4 s        | 1 (0+1)      |
| 09    | Simon Schempp        | +40,0 s        | 1 (1+0)      |
| 10    | Jewgeni Garanitschew | +45,1 s        | 1 (1+0)      |
|       |                      |                |              |
| 12    | Arnd Peiffer         | +48,2 s        | 2 (0+2)      |
|       |                      |                |              |
| 15    | Mario Dolder         | +1:04,5 min    | 0 (0+0)      |
|       |                      |                |              |
| 17    | Dominik Landertinger | +1:11,5 min    | 2 (1+2)      |
| 18    | Dominik Windisch     | +1:12,4 min    | 2 (1+1)      |
| 18    | Serafin Wiestner     | +1:12,4 min    | 2 (0+2)      |
|       |                      |                |              |
| 22    | Simon Eder           | +1:17,0 min    | 3 (1+2)      |
|       |                      |                |              |
| 37    | Erik Lesser          | +1:35,5 min    | 3 (0+3)      |
|       |                      |                |              |
| 44    | Giuseppe Montello    | +1:41,6 min    | 2 (1+1)      |
|       |                      |                |              |
| 46    | Thomas Bormolini     | +1:46,4 min    | 1 (0+1)      |
|       |                      |                |              |
| 50    | Daniel Mesotitsch    | +1:57,5 min    | 2 (1+1)      |
| 51    | Michael Rösch        | +1:58,7 min    | 3 (2+1)      |
|       |                      |                |              |
| 55    | Benjamin Weger       | +2:04,4 min    | 2 (0+2)      |
| 56    | Lukas Hofer          | +2:05,2 min    | 2 (1+1)      |
|       |                      |                |              |
| 81    | Jeremy Finello       | +2:58,5 min    | 2 (1+1)      |
|       |                      |                |              |
| 90    | Thierry Langer       | +3:49,0 min    | 2 (1+1)      |
| …     |                      |                |              |

Weltmeister 2016:  Martin Fourcade
Start: Samstag, 11. Februar 2017, 14:45 Uhr
Gemeldet: 103 Athleten, nicht am Start: 1

#### Verfolgung 12,5 km
| Platz | Sportler             | Zeit/Rückstand | Schießfehler |
| ----- | -------------------- | -------------- | ------------ |
| 01    | Martin Fourcade      | 030:16,9 min   | 1 (0+0+0+1)  |
| 02    | Johannes Thingnes Bø | +22,8 s        | 3 (1+1+1+0)  |
| 03    | Ole Einar Bjørndalen | +25,6 s        | 0 (0+0+0+1)  |
| 04    | Anton Schipulin      | +33,6 s        | 1 (0+1+0+0)  |
| 05    | Ondřej Moravec       | +34,0 s        | 2 (0+0+1+1)  |
| 06    | Lowell Bailey        | +34,7 s        | 1 (0+0+1+0)  |
| 07    | Krassimir Anew       | +38,3 s        | 1 (0+0+0+1)  |
| 08    | Julian Eberhard      | +48,1 s        | 2 (1+1+0+1)  |
| 09    | Tarjei Bø            | +52,3 s        | 2 (1+0+0+1)  |
| 10    | Simon Schempp        | +52,4 s        | 3 (0+0+2+1)  |
| 11    | Benedikt Doll        | +1:05,1 min    | 3 (1+1+1+0)  |
| 12    | Simon Eder           | +1:33,7 min    | 3 (1+1+0+1)  |
|       |                      |                |              |
| 19    | Arnd Peiffer         | +1:46,4 min    | 4 (1+0+1+2)  |
|       |                      |                |              |
| 21    | Dominik Landertinger | +1:49,3 min    | 4 (1+0+2+1)  |
|       |                      |                |              |
| 25    | Dominik Windisch     | +1:59,5 min    | 3 (2+1+0+0)  |
| 26    | Serafin Wiestner     | +2:19,6 min    | 3 (2+1+0+0)  |
|       |                      |                |              |
| 28    | Erik Lesser          | +2:21,0 min    | 6 (0+0+2+2)  |
| 29    | Mario Dolder         | +2:25,4 min    | 3 (0+1+1+1)  |
|       |                      |                |              |
| 31    | Michael Rösch        | +2:42,9 min    | 2 (1+0+1+0)  |
|       |                      |                |              |
| 34    | Giuseppe Montello    | +2:49,9 min    | 1 (0+1+0+0)  |
|       |                      |                |              |
| 47    | Thomas Bormolini     | +3:57,6 min    | 3 (0+2+1+0)  |
|       |                      |                |              |
| 50    | Daniel Mesotitsch    | +4:11,7 min    | 5 (1+1+2+1)  |
|       |                      |                |              |
| 53    | Benjamin Weger       | +4:46,2 min    | 6 (3+3+0+0)  |
| …     |                      |                |              |

Weltmeister 2016:  Martin Fourcade
Start: Sonntag, 12. Februar 2017, 15:00 Uhr
Qualifiziert: 60 Athleten, nicht am Start: 2, nicht beendet: 1

#### Einzel 20 km
| Platz | Sportler             | Zeit/Rückstand | Schießfehler |
| ----- | -------------------- | -------------- | ------------ |
| 01    | Lowell Bailey        | 048:07,4 min   | 0 (0+0+0+0)  |
| 02    | Ondřej Moravec       | 0+3,3 s        | 0 (0+0+0+0)  |
| 03    | Martin Fourcade      | +21,2 s        | 2 (1+0+1+0)  |
| 04    | Erik Lesser          | +32,0 s        | 1 (0+1+0+0)  |
| 05    | Serhij Semenow       | +38,6 s        | 1 (0+0+1+0)  |
| 06    | Michal Krčmář        | +43,6 s        | 0 (0+0+0+0)  |
| 07    | Anton Schipulin      | +43,9 s        | 2 (2+0+0+0)  |
| 08    | Johannes Thingnes Bø | +1:11,9 min    | 2 (0+0+1+1)  |
| 09    | Lars Helge Birkeland | +1:14,3 min    | 1 (0+0+1+0)  |
| 10    | Benjamin Weger       | +1:22,8 min    | 1 (0+0+0+1)  |
|       |                      |                |              |
| 12    | Simon Eder           | +1:31,6 min    | 2 (0+1+0+1)  |
| 13    | Simon Schempp        | +1:40,5 min    | 2 (2+0+0+0)  |
| 14    | Julian Eberhard      | +1:57,9 min    | 3 (2+0+1+0)  |
| 15    | Daniel Mesotitsch    | +1:58,3 min    | 1 (1+0+0+0)  |
|       |                      |                |              |
| 19    | Benedikt Doll        | +2:27,3 min    | 3 (1+2+0+0)  |
|       |                      |                |              |
| 21    | Dominik Windisch     | +2:37,5 min    | 3 (1+0+1+1)  |
|       |                      |                |              |
| 26    | Dominik Landertinger | +3:06,7 min    | 3 (0+2+0+1)  |
|       |                      |                |              |
| 34    | Arnd Peiffer         | +4:14,0 min    | 4 (3+1+0+0)  |
| 34    | Lukas Hofer          | +4:14,0 min    | 4 (3+1+0+0)  |
|       |                      |                |              |
| 44    | Serafin Wiestner     | +4:32,3 min    | 3 (0+1+1+1)  |
|       |                      |                |              |
| 55    | Michael Rösch        | +5:52,5 min    | 4 (2+0+1+1)  |
|       |                      |                |              |
| 59    | Thomas Bormolini     | +6:06,3 min    | 4 (1+0+3+0)  |
|       |                      |                |              |
| 63    | Jeremy Finello       | +6:14,1 min    | 3 (0+1+1+1)  |
| 64    | Mario Dolder         | +6:15,0 min    | 4 (1+1+0+2)  |
|       |                      |                |              |
| 77    | Thierry Langer       | +8:09,7 min    | 4 (0+2+1+1)  |
|       |                      |                |              |
| 87    | Giuseppe Montello    | +9:51,2 min    | 6 (3+2+0+1)  |
| …     |                      |                |              |

Weltmeister 2016:  Martin Fourcade
Start: Donnerstag, 16. Februar 2017, 14:30 Uhr
Gemeldet: 102 Athleten, nicht am Start (DNS): 1, nicht im Ziel (DNF): 1

#### Massenstart 15 km
| Platz | Sportler             | Zeit/Rückstand | Schießfehler |
| ----- | -------------------- | -------------- | ------------ |
| 01    | Simon Schempp        | 035:38,3 min   | 0 (0+0+0+0)  |
| 02    | Johannes Thingnes Bø | 0+9,0 s        | 1 (0+0+0+1)  |
| 03    | Simon Eder           | +10,1 s        | 0 (0+0+0+0)  |
| 04    | Anton Schipulin      | +25,3 s        | 2 (0+1+1+0)  |
| 05    | Martin Fourcade      | +31,3 s        | 3 (1+0+0+2)  |
| 06    | Lowell Bailey        | +33,5 s        | 0 (0+0+0+0)  |
| 07    | Dominik Landertinger | +38,0 s        | 2 (0+0+0+2)  |
| 08    | Fredrik Lindström    | +39,7 s        | 1 (0+0+1+0)  |
| 09    | Benedikt Doll        | +42,9 s        | 2 (0+0+2+0)  |
| 10    | Arnd Peiffer         | +46,1 s        | 2 (0+0+0+2)  |
|       |                      |                |              |
| 19    | Julian Eberhard      | +1:20,9 min    | 5 (1+2+1+1)  |
|       |                      |                |              |
| 21    | Erik Lesser          | +1:31,4 min    | 3 (0+0+3+0)  |
|       |                      |                |              |
| 24    | Dominik Windisch     | +1:55,9 min    | 4 (1+0+3+0)  |
|       |                      |                |              |
| 29    | Serafin Wiestner     | +2:51,6 min    | 4 (2+1+1+0)  |
| 30    | Mario Dolder         | +3:27,3 min    | 4 (0+1+2+1)  |

Weltmeister 2016:  Johannes Thingnes Bø
Start: Sonntag, 19. Februar 2017, 14:45 Uhr
Qualifiziert und am Start: 30 Athleten

#### Staffel 4 × 7,5 km
| Platz | Land/Sportler                                                                                            | Zeit/Rückstand | Strafrunden + Nachlader                 |
| ----- | --- | -------------- | --------------------------------------- |
| 01    | Russland 0000Alexei Wolkow 0000Maxim Zwetkow 0000Anton Babikow 0000Anton Schipulin                       | 1:14:15,0 h00  | 0+1 0+2 0+1 0+1 0+0 0+0 0+0 0+1         |
| 02    | Frankreich 0000Jean-Guillaume Béatrix 0000Quentin Fillon Maillet 0000Simon Desthieux 0000Martin Fourcade | 0+5,8 s        | 0+4 0+0 0+0 0+0 0+1 0+0 0+3 0+0 0+0 0+0 |
| 03    | Österreich 0000Daniel Mesotitsch 0000Julian Eberhard 0000Simon Eder 0000Dominik Landertinger             | +20,1 s        | 0+4 0+6 0+0 0+1 0+2 0+2 0+1 0+2 0+1 0+1 |
| 04    | Deutschland 0000Erik Lesser 0000Benedikt Doll 0000Arnd Peiffer 0000Simon Schempp                         | +29,6 s        | 0+4 0+5 0+0 0+0 0+1 0+3 0+2 0+1 0+1 0+0 |
| 05    | Italien 0000Lukas Hofer 0000Dominik Windisch 0000Giuseppe Montello 0000Thomas Bormolini                  | +1:30,8 min    | 0+3 0+2 0+1 0+1 0+0 0+0 0+0 0+1 0+2 0+0 |
| 06    | Ukraine 0000Artem Pryma 0000Serhij Semenow 0000Wladimir Semakow 0000Dmytro Pidrutschnyj                  | +1:41,3 min    | 0+6 0+4 0+1 0+0 0+0 0+0 0+2 0+1 0+3 0+3 |
| 07    | USA 0000Lowell Bailey 0000Leif Nordgren 0000Tim Burke 0000Sean Doherty                                   | +1:50,5 min    | 0+4 0+4 0+1 0+0 0+0 0+1 0+1 0+3 0+2 0+0 |
| 08    | Norwegen 0000Ole Einar Bjørndalen 0000Emil Hegle Svendsen 0000Tarjei Bø 0000Johannes Thingnes Bø         | +2:22,3 min    | 0+3 1+5 0+0 0+2 0+1 0+0 0+0 1+3 0+2 0+0 |
| 09    | Bulgarien 0000Krassimir Anew 0000Anton Sinapow 0000Michail Kletscherow 0000Wladimir Iliew                | +2:50,3 min    | 0+3 1+4 0+1 0+0 0+0 1+3 0+0 0+1 0+2 0+0 |
| 10    | Tschechien 0000Tomáš Krupčík 0000Ondřej Moravec 0000Michal Šlesingr 0000Michal Krčmář                    | +3:10,0 min    | 0+7 1+8 0+1 1+3 0+1 0+1 0+3 0+2 0+2 0+2 |
|       | |                |                                         |
| 16    | Schweiz 0000Jeremy Finello 0000Benjamin Weger 0000Mario Dolder 0000Serafin Wiestner                      | +4:32,5 min    | 0+5 2+7 0+3 0+2 0+0 0+0 0+1 2+3 0+1 0+2 |
| …     | |                |                                         |

Weltmeister 2016:
 Norwegen (Ole Einar Bjørndalen, Tarjei Bø,
000Johannes Thingnes Bø, Emil Hegle Svendsen)
Start: Samstag, 18. Februar 2017, 14:45 Uhr
Gemeldet und am Start: 26 Nationen; überrundet (LAP): 4

### Frauen

#### Sprint 7,5 km
| Platz | Sportler                | Zeit/Rückstand | Schießfehler |
| ----- | ----------------------- | -------------- | ------------ |
| 01    | Gabriela Koukalová      | 019:12,6 min   | 0 (0+0)      |
| 02    | Laura Dahlmeier         | 0+4,0 s        | 0 (0+0)      |
| 03    | Anaïs Chevalier         | +25,1 s        | 0 (0+0)      |
| 04    | Lisa Vittozzi           | +25,3 s        | 0 (0+0)      |
| 05    | Federica Sanfilippo     | +31,9 s        | 0 (0+0)      |
| 06    | Vanessa Hinz            | +37,9 s        | 0 (0+0)      |
| 07    | Marie Dorin-Habert      | +42,8 s        | 1 (1+0)      |
| 08    | Anastasiya Kuzmina      | +44,0 s        | 1 (0+1)      |
| 09    | Célia Aymonier          | +53,9 s        | 1 (0+1)      |
| 10    | Anastassija Merkuschyna | +55,3 s        | 0 (0+0)      |
| 11    | Selina Gasparin         | +56,3 s        | 1 (1+0)      |
|       |                         |                |              |
| 19    | Franziska Hildebrand    | +1:12,1 min    | 1 (1+0)      |
|       |                         |                |              |
| 21    | Dorothea Wierer         | +1:14,2 min    | 2 (2+0)      |
|       |                         |                |              |
| 23    | Lisa Hauser             | +1:16,9 min    | 1 (1+0)      |
|       |                         |                |              |
| 35    | Lena Häcki              | +1:40,1 min    | 2 (1+1)      |
|       |                         |                |              |
| 43    | Alexia Runggaldier      | +1:49,8 min    | 2 (1+1)      |
|       |                         |                |              |
| 46    | Nadine Horchler         | +1:52,0 min    | 1 (0+1)      |
| 47    | Dunja Zdouc             | +1:55,7 min    | 1 (0+1)      |
| 48    | Aita Gasparin           | +1:57,3 min    | 1 (0+1)      |
|       |                         |                |              |
| 55    | Maren Hammerschmidt     | +2:08,4 min    | 4 (3+1)      |
|       |                         |                |              |
| 60    | Katharina Innerhofer    | +2:18,5 min    | 2 (0+2)      |
|       |                         |                |              |
| 77    | Elisa Gasparin          | +2:56,4 min    | 3 (2+1)      |
|       |                         |                |              |
| 83    | Fabienne Hartweger      | +3:09,9 min    | 4 (3+1)      |
| …     |                         |                |              |

Weltmeisterin 2016:  Tiril Eckhoff
Start: Freitag, 10. Februar 2017, 14:45 Uhr
Gemeldet und am Start: 101 Athletinnen

#### Verfolgung 10 km
| Platz | Sportler                | Zeit/Rückstand | Schießfehler |
| ----- | ----------------------- | -------------- | ------------ |
| 01    | Laura Dahlmeier         | 028:02,3 min   | 1 (1+0+0+0)  |
| 02    | Darja Domratschawa      | +11,6 s        | 0 (0+0+0+0)  |
| 03    | Gabriela Koukalová      | +16,6 s        | 3 (2+0+1+0)  |
| 04    | Irina Starych           | +35,9 s        | 0 (0+0+0+0)  |
| 05    | Justine Braisaz         | +36,1 s        | 1 (0+1+0+0)  |
| 06    | Marie Dorin-Habert      | +36,3 s        | 3 (1+0+2+0)  |
| 07    | Kaisa Mäkäräinen        | +37,2 s        | 1 (0+0+0+1)  |
| 08    | Anastassija Merkuschyna | +48,5 s        | 0 (0+0+0+0)  |
| 09    | Célia Aymonier          | +57,7 s        | 2 (0+1+0+1)  |
| 10    | Dorothea Wierer         | +1:02,9 min    | 3 (1+0+2+0)  |
|       |                         |                |              |
| 14    | Lisa Vittozzi           | +1:25,8 min    | 3 (1+1+1+0)  |
| 15    | Alexia Runggaldier      | +1:26,6 min    | 0 (0+0+0+0)  |
|       |                         |                |              |
| 17    | Federica Sanfilippo     | +1:31,9 min    | 4 (1+0+3+0)  |
|       |                         |                |              |
| 20    | Vanessa Hinz            | +1:39,9 min    | 4 (1+2+1+0)  |
|       |                         |                |              |
| 26    | Lisa Hauser             | +1:55,8 min    | 3 (0+1+1+1)  |
|       |                         |                |              |
| 28    | Franziska Hildebrand    | +1:59,5 min    | 4 (1+2+1+0)  |
| 29    | Selina Gasparin         | +2:03,3 min    | 3 (2+1+1+0)  |
|       |                         |                |              |
| 32    | Nadine Horchler         | +2:07,1 min    | 1 (0+0+1+0)  |
|       |                         |                |              |
| 40    | Maren Hammerschmidt     | +2:44,3 min    | 4 (1+1+1+1)  |
|       |                         |                |              |
| 42    | Dunja Zdouc             | +3:02,1 min    | 1 (1+0+0+0)  |
|       |                         |                |              |
| 48    | Lena Häcki              | +3:28,4 min    | 6 (1+2+2+1)  |
|       |                         |                |              |
| 50    | Aita Gasparin           | +3:41,1 min    | 4 (0+0+2+2)  |
|       |                         |                |              |
| 56    | Katharina Innerhofer    | +5:02,1 min    | 7 (1+0+3+3)  |
| …     |                         |                |              |

Weltmeisterin 2016:  Laura Dahlmeier
Start: Sonntag, 12. Februar 2017, 10:30 Uhr
Qualifiziert: 60 Athletinnen, nicht am Start: 2

#### Einzel 15 km
| Platz | Sportler              | Zeit/Rückstand | Schießfehler |
| ----- | --------------------- | -------------- | ------------ |
| 01    | Laura Dahlmeier       | 041:30,1 min   | 1 (1+0+0+0)  |
| 02    | Gabriela Koukalová    | +24,7 s        | 1 (1+0+0+0)  |
| 03    | Alexia Runggaldier    | +1:45,6 min    | 0 (0+0+0+0)  |
| 04    | Mari Laukkanen        | +1:56,8 min    | 0 (0+0+1+0)  |
| 05    | Jekaterina Awwakumowa | +2:03,6 min    | 0 (0+0+0+0)  |
| 06    | Susan Dunklee         | +2:06,8 min    | 2 (1+0+0+1)  |
| 07    | Maren Hammerschmidt   | +2:27,5 min    | 2 (0+0+2+0)  |
| 08    | Vanessa Hinz          | +2:45,5 min    | 2 (0+1+0+1)  |
| 09    | Julija Dschyma        | +2:46,1 min    | 2 (0+0+1+1)  |
| 10    | Olena Pidhruschna     | +2:54,6 min    | 2 (1+0+0+1)  |
| 11    | Dunja Zdouc           | +2:56,4 min    | 0 (0+0+0+0)  |
|       |                       |                |              |
| 16    | Dorothea Wierer       | +3:33,3 min    | 3 (1+1+1+0)  |
|       |                       |                |              |
| 28    | Aita Gasparin         | +4:05,1 min    | 1 (0+0+1+0)  |
|       |                       |                |              |
| 31    | Franziska Hildebrand  | +4:12,2 min    | 3 (0+1+0+1)  |
|       |                       |                |              |
| 36    | Lisa Vittozzi         | +4:20,9 min    | 3 (2+0+0+1)  |
|       |                       |                |              |
| 45    | Selina Gasparin       | +5:23,4 min    | 4 (0+1+2+1)  |
| 46    | Elisa Gasparin        | +5:23,5 min    | 3 (1+1+1+0)  |
|       |                       |                |              |
| 54    | Federica Sanfilippo   | +6:30,5 min    | 5 (2+2+1+0)  |
|       |                       |                |              |
| 60    | Christina Rieder      | +6:52,5 min    | 2 (0+1+0+1)  |
| 61    | Lisa Hauser           | +6:56,0 min    | 5 (2+0+3+0)  |
|       |                       |                |              |
| 78    | Fabienne Hartweger    | +8:54,3 min    | 6 (1+2+1+2)  |
|       |                       |                |              |
| 85    | Lena Häcki            | +9:13,6 min    | 7 (2+0+3+2)  |

Weltmeisterin 2016:  Marie Dorin-Habert
Start: Mittwoch, 15. Februar 2017, 14:30 Uhr
Gemeldet und am Start: 99 Athletinnen

#### Massenstart 12,5 km
| Platz | Sportler             | Zeit/Rückstand | Schießfehler |
| ----- | -------------------- | -------------- | ------------ |
| 01    | Laura Dahlmeier      | 033:13,8 min   | 0 (0+0+0+0)  |
| 02    | Susan Dunklee        | 0+4,6 s        | 0 (0+0+0+0)  |
| 03    | Kaisa Mäkäräinen     | +20,1 s        | 1 (1+0+0+0)  |
| 04    | Gabriela Koukalová   | +24,0 s        | 1 (0+0+0+1)  |
| 05    | Teja Gregorin        | +24,2 s        | 1 (0+1+0+0)  |
| 06    | Julija Dschyma       | +24,4 s        | 1 (0+1+0+0)  |
| 07    | Marie Dorin-Habert   | +40,3 s        | 1 (0+0+0+1)  |
| 08    | Dorothea Wierer      | +1:05,6 min    | 2 (0+0+1+1)  |
| 09    | Alexia Runggaldier   | +1:06,9 min    | 0 (0+0+0+0)  |
| 10    | Paulína Fialková     | +1:14,1 min    | 2 (0+1+1+0)  |
| 11    | Lisa Vittozzi        | +1:14,8 min    | 0 (0+0+0+0)  |
|       |                      |                |              |
| 18    | Selina Gasparin      | +1:56,8 min    | 3 (2+0+0+1)  |
|       |                      |                |              |
| 20    | Vanessa Hinz         | +2:33,3 min    | 3 (0+3+0+0)  |
| 21    | Federica Sanfilippo  | +2:38,4 min    | 5 (0+0+3+2)  |
|       |                      |                |              |
| 25    | Lisa Hauser          | +3:18,8 min    | 6 (2+3+1+0)  |
|       |                      |                |              |
| 27    | Franziska Hildebrand | +3:40,6 min    | 2 (0+2+0+0)  |
| …     |                      |                |              |

Weltmeisterin 2016:  Marie Dorin-Habert
Start: Sonntag, 19. Februar 2017, 11:30 Uhr
Qualifiziert und am Start: 30 Athletinnen

#### Staffel 4 × 6 km
| Platz | Land/Sportlerin                                                                                   | Zeit/Rückstand | Strafrunden + Nachlader                 |
| ----- | ------------------------------------------------------------------------------------------------- | -------------- | --------------------------------------- |
| 01    | Deutschland 0000Vanessa Hinz 0000Maren Hammerschmidt 0000Franziska Hildebrand 0000Laura Dahlmeier | 1:11:16,6 h00  | 0+2 0+7 0+0 0+2 0+1 0+3 0+0 0+0 0+1 0+2 |
| 02    | Ukraine 0000Iryna Warwynez 0000Julija Dschyma 0000Anastassija Merkuschyna 0000Olena Pidhruschna   | 0+6,4 s        | 0+2 0+2 0+0 0+1 0+1 0+1 0+1 0+0 0+0 0+0 |
| 03    | Frankreich 0000Anaïs Chevalier 0000Célia Aymonier 0000Justine Braisaz 0000Marie Dorin-Habert      | 0+8,1 s        | 0+6 0+1 0+0 0+1 0+3 0+0 0+0 0+0         |
| 04    | Tschechien 0000Jessica Jislová 0000Eva Puskarčíková 0000Veronika Vítková 0000Gabriela Koukalová   | +14,0 s        | 0+3 0+3 0+0 0+0 0+1 0+1 0+2 0+2 0+0 0+0 |
| 05    | Italien 0000Lisa Vittozzi 0000Federica Sanfilippo 0000Alexia Runggaldier 0000Dorothea Wierer      | +36,5 s        | 0+2 0+4 0+0 0+1 0+2 0+1 0+0 0+1         |
| 06    | Schweden 0000Mona Brorsson 0000Hanna Öberg 0000Emma Nilsson 0000Anna Magnusson                    | +1:20,4 min    | 0+2 0+5 0+0 0+2 0+1 0+0 0+1 0+1 0+0 0+2 |
| 07    | Polen 0000Magdalena Gwizdoń 0000Monika Hojnisz 0000Kinga Mitoraj 0000Krystyna Guzik               | +1:23,1 min    | 0+2 0+4 0+0 0+1 0+2 0+1 0+0 0+2 0+0 0+0 |
| 08    | Slowakei 0000Paulína Fialková 0000Anastasiya Kuzmina 0000Ivona Fialková 0000Jana Gereková         | +1:36,9 min    | 0+4 0+3 0+1 0+2 0+1 0+1 0+2 0+0 0+0 0+0 |
| 09    | Belarus 0000Nadseja Skardsina 0000Iryna Kryuko 0000Nadseja Pissarawa 0000Darja Domratschawa       | +1:50,7 min    | 0+2 0+3 0+0 0+1 0+0 0+0 0+2 0+1 0+0 0+1 |
| 10    | Russland 0000Olga Podtschufarowa 0000Swetlana Slepzowa 0000Irina Starych 0000Tatjana Akimowa      | +2:15,5 min    | 1+4 0+4 0+1 0+1 0+0 0+2 0+0 0+0 1+3 0+1 |
|       |                                                                                                   |                |                                         |
| 13    | Schweiz 0000Aita Gasparin 0000Selina Gasparin 0000Lena Häcki 0000Elisa Gasparin                   | +3:23,6 min    | 0+2 0+6 0+0 0+3 0+1 0+1 0+1 0+2 0+0 0+0 |
|       |                                                                                                   |                |                                         |
| DSQ   | Österreich 0000Dunja Zdouc 0000Julia Schwaiger 0000Christina Rieder 0000Lisa Hauser               |                |                                         |

Weltmeister 2016:
 Norwegen (Synnøve Solemdal, Fanny Horn Birkeland,
000Tiril Eckhoff, Marte Olsbu)
Start: Freitag, 17. Februar 2017, 14:45 Uhr
Gemeldet: 23 Nationen; überrundet (LAP): 4,
disqualifiziert (DSQ): 1
Die österreichische Damenstaffel wurde gem. IBU Disziplinarregeln 5.6.o („Die Abgabe von mehr als fünf Schuss in irgendeiner Schießeinlage in einem Einzel-, Sprint-, Verfolgungs- oder Massenstartwettkampf oder mehr als acht Schuss in einem Staffel-, gemischten Staffel- oder Supersprintwettkampf“) disqualifiziert, nachdem Julia Schwaiger beim Liegendschießen eine Nachladepatrone zu viel verwendet hatte.

### Mixed

#### Staffel 2 × 6 km + 2 × 7,5 km
| Platz | Land/Sportler(in)                                                                                    | Zeit/Rückstand | Strafrunden + Nachlader                 |
| ----- | --- | -------------- | --------------------------------------- |
| 01    | Deutschland 0000Vanessa Hinz 0000Laura Dahlmeier 0000Arnd Peiffer 0000Simon Schempp                  | 1:09:06,4 h00  | 0+2 0+5 0+0 0+2 0+2 0+2 0+0 0+0 0+0 0+1 |
| 02    | Frankreich 0000Anaïs Chevalier 0000Marie Dorin-Habert 0000Quentin Fillon Maillet 0000Martin Fourcade | 0+2,2 s        | 0+1 1+7 0+0 0+2 0+1 1+3 0+0 0+0         |
| 03    | Russland 0000Olga Podtschufarowa 0000Tatjana Akimowa 0000Alexander Loginow 0000Anton Schipulin       | 0+3,2 s        | 0+1 0+3 0+0 0+0 0+1 0+0 0+0 0+3 0+0 0+0 |
| 04    | Italien 0000Lisa Vittozzi 0000Dorothea Wierer 0000Lukas Hofer 0000Dominik Windisch                   | +28,7 s        | 0+2 0+4 0+0 0+0 0+1 0+2 0+1 0+0 0+0 0+2 |
| 05    | Ukraine 0000Olena Pidhruschna 0000Julija Dschyma 0000Serhij Semenow 0000Dmytro Pidrutschnyj          | +35,6 s        | 0+3 0+5 0+2 0+2 0+0 0+1 0+1 0+2 0+0 0+0 |
| 06    | Schweden 0000Hanna Öberg 0000Anna Magnusson 0000Jesper Nelin 0000Fredrik Lindström                   | +41,6 s        | 0+3 0+5 0+1 0+1 0+0 0+0 0+0 0+3 0+2 0+1 |
| 07    | Tschechien 0000Eva Puskarčíková 0000Gabriela Koukalová 0000Ondřej Moravec 0000Michal Krčmář          | +41,9 s        | 0+2 2+7 0+0 2+3 0+0 0+1 0+1 0+1 0+1 0+2 |
| 08    | Norwegen 0000Marte Olsbu 0000Tiril Eckhoff 0000Johannes Thingnes Bø 0000Emil Hegle Svendsen          | +46,2 s        | 1+3 1+6 0+1 0+0 1+3 0+2 0+0 1+3 0+0 0+1 |
| 09    | Österreich 0000Lisa Hauser 0000Fabienne Hartweger 0000Simon Eder 0000Dominik Landertinger            | +1:20,2 min    | 1+5 0+3 0+2 0+0 1+3 0+1 0+0 0+2 0+0 0+0 |
| 10    | Finnland 0000Mari Laukkanen 0000Kaisa Mäkäräinen 0000Tuomas Grönman 0000Olli Hiidensalo              | +1:38,9 min    | 0+4 0+5 0+1 0+1 0+2 0+2 0+0 0+1 0+1 0+1 |
|       | |                |                                         |
| 14    | Schweiz 0000Aita Gasparin 0000Lena Häcki 0000Benjamin Weger 0000Serafin Wiestner                     | +2:18,8 min    | 0+5 0+7 0+2 0+0 0+2 0+3 0+1 0+1 0+0 0+3 |

Weltmeister 2016:  Frankreich (Anaïs Bescond, Marie Dorin-Habert, Quentin Fillon Maillet, Martin Fourcade)
Start: Donnerstag, 9. Februar 2017, 14:45 Uhr
Gemeldet und am Start: 25 Nationen, überrundet: 2

## Medaillenspiegel
| Platz | Nation             | Gold | Silber | Bronze | Gesamt |
| ----- | ------------------ | ---- | ------ | ------ | ------ |
| 01    | Deutschland        | 7    | 1      | 0      | 8      |
| 02    | Frankreich         | 1    | 2      | 4      | 7      |
| 03    | Tschechien         | 1    | 2      | 1      | 4      |
| 04    | Vereinigte Staaten | 1    | 1      | 0      | 2      |
| 05    | Russland           | 1    | 0      | 1      | 2      |
| 06    | Norwegen           | 0    | 3      | 1      | 4      |
| 07    | Ukraine            | 0    | 1      | 0      | 1      |
| 07    | Belarus            | 0    | 1      | 0      | 1      |
| 09    | Österreich         | 0    | 0      | 2      | 2      |
| 10    | Finnland           | 0    | 0      | 1      | 1      |
| 10    | Italien            | 0    | 0      | 1      | 1      |

| Platz | Athlet                 | Gold | Silber | Bronze | Gesamt |
| ----- | ---------------------- | ---- | ------ | ------ | ------ |
| 01    | Simon Schempp          | 2    | 0      | 0      | 2      |
| 02    | Martin Fourcade        | 1    | 2      | 2      | 5      |
| 03    | Anton Schipulin        | 1    | 0      | 1      | 2      |
| 04    | Arnd Peiffer           | 1    | 0      | 0      | 1      |
| 04    | Benedikt Doll          | 1    | 0      | 0      | 1      |
| 04    | Alexei Wolkow          | 1    | 0      | 0      | 1      |
| 04    | Maxim Zwetkow          | 1    | 0      | 0      | 1      |
| 04    | Anton Babikow          | 1    | 0      | 0      | 1      |
| 04    | Lowell Bailey          | 1    | 0      | 0      | 1      |
| 10    | Johannes Thingnes Bø   | 0    | 3      | 0      | 3      |
| 11    | Quentin Fillon Maillet | 0    | 2      | 0      | 2      |
| 12    | Jean-Guillaume Béatrix | 0    | 1      | 0      | 1      |
| 12    | Simon Desthieux        | 0    | 1      | 0      | 1      |
| 12    | Ondřej Moravec         | 0    | 1      | 0      | 1      |
| 15    | Simon Eder             | 0    | 0      | 2      | 2      |
| 16    | Alexander Loginow      | 0    | 0      | 1      | 1      |
| 16    | Ole Einar Bjørndalen   | 0    | 0      | 1      | 1      |
| 16    | Daniel Mesotitsch      | 0    | 0      | 1      | 1      |
| 16    | Julian Eberhard        | 0    | 0      | 1      | 1      |
| 16    | Dominik Landertinger   | 0    | 0      | 1      | 1      |

| Platz | Athletin                | Gold | Silber | Bronze | Gesamt |
| ----- | ----------------------- | ---- | ------ | ------ | ------ |
| 01    | Laura Dahlmeier         | 5    | 1      | 0      | 6      |
| 02    | Vanessa Hinz            | 2    | 0      | 0      | 2      |
| 03    | Gabriela Koukalová      | 1    | 1      | 1      | 3      |
| 04    | Maren Hammerschmidt     | 1    | 0      | 0      | 1      |
| 04    | Franziska Hildebrand    | 1    | 0      | 0      | 1      |
| 06    | Anaïs Chevalier         | 0    | 1      | 2      | 3      |
| 07    | Marie Dorin-Habert      | 0    | 1      | 1      | 2      |
| 08    | Darja Domratschawa      | 0    | 1      | 0      | 1      |
| 08    | Susan Dunklee           | 0    | 1      | 0      | 1      |
| 08    | Iryna Warwynez          | 0    | 1      | 0      | 1      |
| 08    | Julija Dschyma          | 0    | 1      | 0      | 1      |
| 08    | Anastassija Merkuschyna | 0    | 1      | 0      | 1      |
| 08    | Olena Pidhruschna       | 0    | 1      | 0      | 1      |
| 14    | Olga Podtschufarowa     | 0    | 0      | 1      | 1      |
| 14    | Tatjana Akimowa         | 0    | 0      | 1      | 1      |
| 14    | Alexia Runggaldier      | 0    | 0      | 1      | 1      |
| 14    | Célia Aymonier          | 0    | 0      | 1      | 1      |
| 14    | Justine Braisaz         | 0    | 0      | 1      | 1      |
| 14    | Kaisa Mäkäräinen        | 0    | 0      | 1      | 1      |